# Championnats du monde de biathlon 2000
Navigation
Kontiolahti et Oslo 1999 Pokljuka 2001
Les Championnats du monde de biathlon se sont tenus à Oslo (Norvège). Toutefois, le relais homme, arrêté cause du brouillard le dimanche 27 février, a dû être reprogrammé à Lahti (Finlande) le 11 mars.

## Programme
|  | - Samedi 19 février : - Sprint femmes (10h30) - Sprint hommes (13h00) - Dimanche 20 février : - Poursuite femmes (10h30) - Poursuite hommes (13h00) - Mardi 22 février : - Individuel femmes (13h00) - Mercredi 23 février : - Individuel hommes (13h00) | - Vendredi 25 février : - Relais femmes (13h00) - Samedi 26 février : - Mass Start hommes (11h00) - Mass Start femmes (13h00) - Samedi 11 mars : - Relais hommes (14h00) |  |

## Les résultats

### Hommes
| Épreuve             | Or                                                                        | Argent                                                                     | Bronze                                                     |
| Sprint 10 km        | Frode Andresen Norvège                                                    | Pavel Rostovtsev Russie                                                    | Rene Cattarinussi Italie                                   |
| Poursuite 12,5 km   | Frank Luck Allemagne                                                      | Pavel Rostovtsev Russie                                                    | Raphaël Poirée France                                      |
| Individuel 20 km    | Wolfgang Rottmann Autriche                                                | Ludwig Gredler Autriche                                                    | Frank Luck Allemagne                                       |
| Relais 4 × 7,5 km   | Russie Viktor Maigourov Sergueï Rojkov Vladimir Dratchev Pavel Rostovtsev | Norvège Egil Gjelland Frode Andresen Halvard Hanevold Ole Einar Bjørndalen | Allemagne Frank Luck Peter Sendel Sven Fischer Ricco Gross |
| Départ Groupé 15 km | Raphaël Poirée France                                                     | Pavel Rostovtsev Russie                                                    | Ole Einar Bjørndalen Norvège                               |

### Femmes
| Épreuve               | Or                                                                       | Argent                                                         | Bronze                                                                |
| Sprint 7,5 km         | Liv Grete Skjelbreid Norvège                                             | Katrin Apel Allemagne                                          | Martina Zellner Allemagne                                             |
| Poursuite 10 km       | Magdalena Forsberg Suède                                                 | Uschi Disl Allemagne                                           | Florence Baverel-Robert France                                        |
| Individuel 15 km      | Corinne Niogret France                                                   | Shumei Yu Chine                                                | Magdalena Forsberg Suède                                              |
| Relais 4 × 6 km       | Russie Olga Pyleva Svetlana Tchernousova Galina Koukleva Albina Akhatova | Allemagne Uschi Disl Katrin Apel Andrea Henkel Martina Zellner | Ukraine Olena Zubrilova Olena Petrova Nina Lemesh Tetyana Vodopyanova |
| Départ Groupé 12,5 km | Liv Grete Skjelbreid Norvège                                             | Galina Kukleva Russie                                          | Corinne Niogret France                                                |

## Le tableau des médailles
| Médailles | Pays      | Or | Argent | Bronze | Ensemble |
| --------- | --------- | -- | ------ | ------ | -------- |
| 1         | Norvège   | 3  | 1      | 1      | 5        |
| 2         | Russie    | 2  | 4      | 0      | 6        |
| 3         | France    | 2  | 0      | 3      | 5        |
| 4         | Allemagne | 1  | 3      | 3      | 7        |
| 5         | Autriche  | 1  | 1      | 0      | 2        |
| 6         | Suède     | 1  | 0      | 1      | 2        |
| 7         | Chine     | 0  | 1      | 0      | 1        |
| 8         | Italie    | 0  | 0      | 1      | 1        |
| 8         | Ukraine   | 0  | 0      | 1      | 1        |